# Synergy Group
Synergy Group Corp. est un conglomérat sud-américain détenu par Germán Efromovich, un entrepreneur avec multinationalité de la Colombie, le Brésil et plus récemment de la Pologne. Le groupe a son siège à Rio de Janeiro, au Brésil ,.
Le groupe exploite depuis 2003 plusieurs compagnies aériennes en Amérique du Sud, principalement avec une participation de 60 % AviancaTaca, Avianca Brazil et d'autres compagnies. Il est actif dans la construction des infrastructures de télécommunications, l'exploration du pétrole et du gaz naturel dans toute la région. En outre, il exploite des centrales hydroélectriques, des chantiers navals dans l’État brésilien Alagoas. Le catalyseur du boom a été principalement les découvertes de pétrole offshore au large des côtes du Brésil, une vague d'investissements dans le pétrole et plates-formes de production de gaz, citernes, etc. Les investissements prévus sont de 665 millions € et entraîneraient la création de 4 500 emplois directs et 22 000 indirects dans le port de Coruripe .
Synergy Aerospace est une filiale du Synergy Group, firme sud-américaine liée aux secteurs aérospatial, naval et pétrolier, basée à Bogota,. Il est le plus grand actionnaire détenant AviancaTaca, avec 58,6 %. Le groupe Synergy Aerospace gère les compagnies aériennes Avianca (Colombie),  Avianca Brazil (Brésil), Aerogal (Équateur), et TACA (Salvador). Synergy Aerospace est actuellement le seul candidat pour la reprise du portugais TAP Portugal, qui doit être privatisée en fin de l’année 2012.
Une coentreprise s’est constituée en mars 2011 entre Israël Aerospace Industries (IAI) et le Groupe Synergy. Cette entreprise s’appellera Aerospace Engineering Ltd (EAE) et devra travailler pour les forces armées brésiliennes dans la construction de radars, d’avions de combat, de navires de guerre, de plates-formes maritimes, de systèmes de défense frontalière, et dans le transfert de technologie et d’information.
Depuis mi-2012 Synergy Aerospace envisage l'acquisition de la compagnie aérienne portugaise TAP Portugal, qui est mise en vente par le gouvernement portugais. En novembre 2012 le groupe Synergy a créé une filiale européenne basée à Luxembourg, pour faire face à cet éventuel rachat. Comme la société est le seul soumissionnaire pour le TAP Portugal, il couvre ses activités européennes au titre de sa filiale européenne et s'associe à des investisseurs européens, y compris la compagnie aérienne portugaise EuroAtlantic Airways.

## Filiales
- Pacific Rubiales Energy Corp.
- Pacific Stratus Energy, Ltd.
- Avianca Argentina
- OceanAir Linhas Aereas Ltda
- Avianca Holdings S.A.
- Synergy Aerospace
- Synergy Europe
- Synerjet Brasil
- EAE Aerospace Solutions
- EISA Shipping Agency
- REM
- Digex Aircraft Maintenance S.A.
- Senior Taxi Aéreo Offshore
- AEQ Aeroespacial, Química e Defesa